# Смирнов, Гаврил Тихонович
Гаври́л Ти́хонович Смирно́в (псевдоним — Смирно́в Кавырля́) (12 апреля 1906, Мари-Китня, Уржумский уезд, Вятская губерния, Российская империя — 2 августа 1967, Южно-Сахалинск, Сахалинская область, РСФСР, СССР) — марийский советский писатель, драматург, журналист. Участник Великой Отечественной войны. Член ВКП(б) с 1943 года.

## Биография
Родился 12 апреля 1906 года в д. Мари-Китня ныне Мари-Турекского района Марий Эл в семье бедного крестьянина. Сирота, батрак.
После Октябрьской революции окончил школу ликбеза и 1 курс совпартшколы в столице Марийской автономной области — г. Краснококшайске (ныне — г. Йошкар-Ола). Участник колхозного строительства и селькор на родине, в 1930-х годах — корреспондент редакции республиканской газеты «Марий коммуна». Перед Великой Отечественной войной работал в г. Советская Гавань Хабаровского края.
В 1941 году призван в РККА. Участник Великой Отечественной войны: миномётчик, ефрейтор на Калининском фронте. Прошёл всю войну от Москвы до Берлина. Под занавес войны служил в батальоне связи 42-го артиллерийского полка в Приморском военном округе, краснофлотец. Был дважды контужен.
По окончании войны снова был корреспондентом редакции республиканской газеты «Марий коммуна». С 1948 года — на Сахалине, рабочий рыбного промысла.
Умер 2 августа 1967 года в г. Южно-Сахалинск.

## Литературное творчество
Начал заниматься литературным творчеством с 1925 года с публикаций рассказов и очерков в местных газетах. В 1928 году его талант как литератора был раскрыт С. Чавайном. Автор публикаций рассказов и очерков в журналах «Арлан ден Кестен», «У вий», «Пионер йÿк», «Марий ÿдырамаш».
В 1932 году по его пьесе «Сиротка Вера» на тему деревенской жизни Маргостеатр поставил спектакль.
Среди прижизненных сборников произведений — сборник рассказов «Лукавий» (1963).

## Основные произведения
Далее представлен список основных произведений Г. Т. Смирнова на марийском языке:
- Лукавий: ойлымаш-влак [Лукавий: рассказы]. — Йошкар-Ола, 1963. — 72 с.
- Пожар: ойлымаш // Октябрьлан пӧлек. — М., 1932. — С. 87-129; // У вий. —1931. — № 1—2. — С. 16—24.
- Шучко йӱд: ойлымаш // У вий. — 1929. — № 4. — С. 12—14.
- Презе: ойлымаш // У вий. — 1930. — № 2—3. — С. 24—25.
- Тулык Верий: пьеса // У вий. — 1932. — № 3—4. — С. 16—41.
- Ӱжара: очерк // У вий. — 1933. — № 4. — С. 20—32.

## Боевые награды
- Орден Славы III степени (03.08.1944)[5]
- Медаль «За боевые заслуги» (06.09.1943)[6][7]
- Медаль «За отвагу» (10.09.1943)[8]
- Медаль «За победу над Германией в Великой Отечественной войне 1941—1945 гг.» (09.05.1945)[9]
- Медаль «Двадцать лет Победы в Великой Отечественной войне 1941—1945 гг.»